# Salone Margherita (Roma)
Il Salone Margherita è un teatro di Roma. Costruito nel 1898 per imporsi quale principale café-chantant della Capitale, è uno dei maggiori esempi di stile liberty.

## Storia
Il Salone Margherita deve la sua apertura ai fratelli Marino, imprenditori teatrali, già proprietari dell'omonimo Salone Margherita di Napoli aperto nel 1890 e futuri proprietari del Teatro Sala Umberto. Visto il successo dell'importazione da Parigi del genere del café-chantant, decisero di esportarlo a loro volta in tutta Italia.
Nel 1898 venne così aperto il Teatro delle Varietà a Roma, in via dei Due Macelli. Il nome cambiò subito in Salone Margherita, in modo da ricordare i successi del teatro napoletano omonimo, già famoso in tutta la penisola. Il nome Margherita, inoltre, era un chiaro omaggio a Margherita di Savoia, moglie del re Umberto I.
Vi venivano rappresentati tutti gli spettacoli tipici del varietà ma in pompa magna, in modo da ostentare sempre un lusso ed una ricercatezza quasi da non avere eguali. Una serie di eleganti tavoli riempiva la sala rettangolare, così da poter servire lussuosi buffet durante le rappresentazioni.
Il successo fu così grande che gli impresari si videro costretti, già nel 1908, a modificare la struttura del teatro per renderla più grande e lussuosa. Venne costruito un piano ammezzato nel quale avrebbe trovato posto una galleria, mentre una serie di sventramenti avrebbe creato spazio sufficiente alla costruzione di un vero e proprio palcoscenico.
Nel giugno del 1909 il teatro riaprì completamente rinnovato, presentando un cartellone in cui comparivano i migliori comici e le più ricercate sciantose del tempo: La Bella Otero, Lina Cavalieri, Nicola Maldacea, Ettore Petrolini, Leopoldo Fregoli ed altri ancora. Nel 1921 Filippo Tommaso Marinetti vi rappresentò uno spettacolo di varietà futurista.
Fino al secondo dopoguerra il teatro rimase uno dei punti cardine indiscussi della comicità romana. Ma la concorrenza di cinema e televisione ne decretarono la trasformazione in sala cinematografica.
Nel 1972 un intervento di recupero e di restauro lo riportò in auge come teatro di cabaret e di rivista. Per anni si chiamò Bagaglino, in onore della compagnia comica e satirica che vi si installò; oggi si chiama nuovamente Salone Margherita ed ha una programmazione regolare: saltuariamente è utilizzato anche come location per le riprese televisive degli spettacoli del Bagaglino.
Dal 2014 il Salone è passato sotto la gestione di Nevio Schiavone. A luglio 2017 la Banca d'Italia, proprietaria del Salone, ha avviato una procedura d'asta per dismettere l'immobile.
Nel 2020 la società cinema teatrale Marino & C., fondata nel 1920 dai fratelli Marino, da sempre gestori del Salone Margherita e protagonista di tutta l'epopea del prestigioso teatro e cafè-chantant, restituisce l'immobile al suo storico proprietario, la Banca d'Italia.

## Curiosità
Il Salone Margherita segnò l'esordio nel mondo del teatro di Bombolo, che negli anni '70 entrò a far parte del Bagaglino, scoperto da Pingitore e Castellacci. Sempre al Salone Margherita, l'8 Maggio 1987, l'attore e comico romano fece la sua ultima apparizione in pubblico, prima di morire nell'agosto dello stesso anno a causa di un male incurabile.